# Kathleen Nord
Kathleen Nord (Maagdenburg, 26 december 1965 - 24 februari 2022) was een Oost-Duits zwemster.

## Biografie
Nord won in haar carrière in 1988 de olympische titel op de 200m vlinderslag en twee wereldtitels en vijf Europese titels.

## Internationale toernooien
| Jaar | OS                                    | WK                                                              | EK                                  |
| ---- | ------------------------------------- | --------------------------------------------------------------- | ----------------------------------- |
| 1982 |                                       | 400m wisselslag · 4×100m vrije slag · Nord zwom enkel de series |                                     |
| 1983 |                                       |                                                                 | 200m wisselslag · 400m wisselslag   |
| 1984 | Boycot                                |                                                                 |                                     |
| 1985 |                                       |                                                                 | 200m wisselslag · 400m wisselslag   |
| 1986 |                                       | 200m wisselslag · 400m wisselslag                               |                                     |
| 1987 |                                       |                                                                 | 200m vlinderslag · 400m wisselslag  |
| 1988 | 200m vlinderslag · 5e 400m wisselslag |                                                                 |                                     |
| 1989 |                                       |                                                                 | 100m vlinderslag · 200m vlinderslag |

1968: Ada Kok ·
1972: Karen Moe ·
1976: Andrea Pollack ·
1980: Ines Geißler ·
1984: Mary T. Meagher ·
1988: Kathleen Nord ·
1992: Summer Sanders ·
1996: Susie O'Neill ·
2000: Misty Hyman ·
2004: Otylia Jędrzejczak ·
2008: Liu Zige ·
2012: Jiao Liuyang ·
2016: Mireia Belmonte ·
2020: Zhang Yufei ·
2024: Summer McIntosh
- Gemeinsame Normdatei: 1252850662
- Virtual International Authority File: 2158164661880203390008